# André Aciman
André Aciman, né le 2 janvier 1951 à Alexandrie, en Égypte, est un écrivain américain, d'origine italo-égypto-turque.

## Biographie
André Aciman naît le 2 janvier 1951 à Alexandrie, en Égypte, où ses aïeux juifs séfarades se sont installés en 1905 en provenance de Turquie. Il passe son enfance dans un foyer où l'on parle principalement le français, mais également l'italien, le grec, le ladino et l'arabe. En 1965, ses parents, propriétaires d'une usine de tricot, sont expulsés par le gouvernement égyptien et il les suit en Italie, puis, en 1969, à New York.
Il fait ses études supérieures au Lehman College de l'université de la ville de New York, où il obtient un baccalauréat en littérature anglaise et en littérature comparée, puis s'inscrit à  l'université Harvard qui lui décerne un doctorat en littérature comparée.
Il obtient une bourse Guggenheim en 1977 pour poursuivre ses recherches en littérature. Il amorce aussi une activité de critique littéraire dans les pages du magazine The New Yorker.
Nommé professeur d'écriture créative à l'université de New York et de littérature française à l'université de Princeton, il est professeur invité à l'université Wesleyenne en 2009. Il enseigne ensuite la théorie de la littérature et l'œuvre de Marcel Proust à l'université de la ville de New York.
En 1995, il publie Adieu Alexandrie (Out of Egypt), un livre de mémoires qui obtient un succès critique et public notable.
Il aborde le roman en 2007 avec Plus tard ou jamais (Call Me by Your Name), ultérieurement réédité en français sous le titre Appelle-moi par ton nom, puis Call Me by Your Name), une chronique douce-amère de l'éveil d'un jeune homme à l'homosexualité. L'œuvre, qui remporte le prix Lambda Literary du meilleur roman gay 2007, est adaptée au cinéma par James Ivory pour le film Call Me by Your Name, réalisé par Luca Guadagnino en 2017, où l'écrivain joue le rôle secondaire de Mounir.

## Œuvre

### Romans
- Call Me by Your Name (2007) - Prix Lambda Literary 2007 Publié en français sous le titre Plus tard ou jamais, traduit par Jean-Pierre Aoustin, Paris, Éditions de l'Olivier, 2008  (ISBN 978-2-87929-575-6) ; réédition de la même traduction sous le titre Appelle-moi par ton nom, Paris, Grasset, coll. « En lettres d'ancre », 2018  (ISBN 978-2-246-81579-2) ; réédition sous le titre Call Me by Your Name, Paris, LGF, coll. « Le Livre de poche » no 35151, 2019  (ISBN 978-2-253-10067-6)
- Eight White Nights (2010)
- Harvard Square (2013)
- Enigma Variations (2017) Publié en français sous le titre Les Variations sentimentales, traduit par Anne Damour, Paris, Grasset, coll. « En lettres d'ancre », 2019  (ISBN 978-2-246-81507-5)
- Find Me (a novel) (2019) - suite du roman Call Me by Your Name Publié en français sous le titre Trouve-moi, traduit par Anne Damour, Paris, Grasset, septembre 2020  (ISBN 978-2-24682-289-9)

### Mémoires
- Out of Egypt (1995) Publié en français sous le titre Adieu Alexandrie, traduit par Bernard Turle, Paris, Stock, 1996  (ISBN 2-234-04600-9) ; réédition, Paris, Flammarion, 2011  (ISBN 978-2-08-126788-6)

### Essais
- False papers: essays on exile and memory (2000) Publié en français sous le titre Faux Papiers, traduit par Laurent Bury, Paris, éditions Autrement, coll. « Littérature », 2002  (ISBN 2-7467-0175-8)
- The Proust Project (2004)
- Alibis: Essays on Elsewhere (2011) Publié en français sous le titre Alibis, traduit par Laurent Bury et Claire-Marie Clévy, Paris, Flammarion, 2011  (ISBN 978-2-08-124843-4)
- Homo Irrealis (2021)

## Adaptation cinématographique
- 2017 : Call Me by Your Name, film franco-brasilo-américano-italien, écrit, produit et réalisé par Luca Guadagnino, scénario de James Ivory d'après le roman éponyme, avec Armie Hammer et Timothée Chalamet